# Nacaduba toxopeusi
Nacaduba toxopeusi är en fjärilsart som beskrevs av Corbet 1938. Nacaduba toxopeusi ingår i släktet Nacaduba och familjen juvelvingar. Inga underarter finns listade i Catalogue of Life.